# Onthophagus bunamin
Onthophagus bunamin är en skalbaggsart som beskrevs av Matthews 1972. Onthophagus bunamin ingår i släktet Onthophagus och familjen bladhorningar. Inga underarter finns listade i Catalogue of Life.